# Parafia Vermilion
Parafia Vermilion (ang. Vermilion Parish) – parafia cywilna w stanie Luizjana w Stanach Zjednoczonych. Obszar całkowity parafii obejmuje powierzchnię 1 542,07 mil2 (3 993,96 km²). Według danych z 2010 r. parafia miała 57 999 mieszkańców. Parafia powstała w 1844 roku, a jej nazwa pochodzi od rzeki Vermilion i od zatoki Vermilion.

## Sąsiednie parafie
- Parafia Acadia (północ)
- Parafia Lafayette (północny wschód)
- Parafia Iberia (wschód)
- Parafia Cameron (zachód)
- Parafia Jefferson Davis (północny zachód)

## Miasta
- Abbeville
- Delcambre
- Erath
- Gueydan
- Kaplan

## Wioski
- Maurice